# Araneus diadematus islandicus
Araneus diadematus islandicus is een ondersoort van de kruisspin (Araneus diadematus). De ondersoort komt voor op IJsland. De spin is in 1906 wetenschappelijk beschreven.